# Lucent Danstheater
Het Lucent Danstheater was een door Rem Koolhaas ontworpen theatergebouw aan het Spui in Den Haag, dat voor publiek geopend was van 1987 tot 2015.

## Geschiedenis

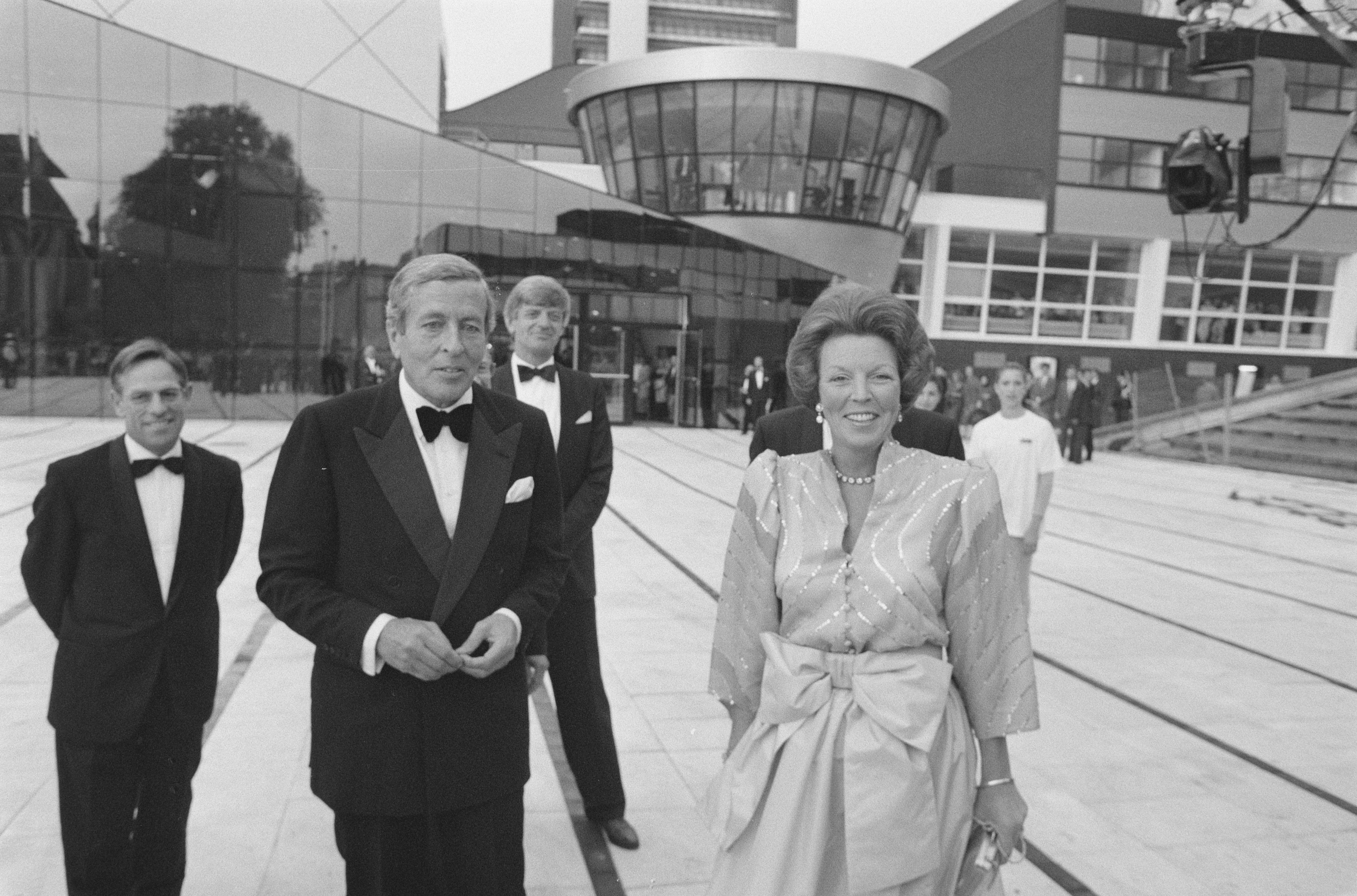
De dag van de opening.

Het werd op 9 september 1987 geopend onder de naam AT&T Danstheater. De laatste voorstelling vond er plaats op 16 mei 2015. De naam was ontleend aan Lucent, het technologiebedrijf dat zich had afgesplitst van de oorspronkelijke hoofdsponsor AT&T. De theaterzaal telde 1001 stoelen. Onder de theaterzaal zat een parkeergarage.
Het was tot in 2015 de thuisbasis van het Nederlands Dans Theater, maar er werden ook opera's, familie- en kindervoorstellingen en musicals gegeven. Vorm en omvang van het toneelpodium waren gelijk aan die van het een jaar oudere Amsterdamse Muziektheater, zodat producties van De Nederlandse Opera en Het Nationale Ballet er gemakkelijk konden worden opgevoerd. Van die mogelijkheid is na de jaren negentig nog maar beperkt gebruikgemaakt omdat DNO om logistieke redenen besloot niet meer buiten Amsterdam op te treden.

## Architectuur
Het bouwwerk was ontworpen door architect Rem Koolhaas. Het theater werd met minimale middelen gebouwd in de tijd dat Den Haag de zogenoemde artikel 12-status had en dus onder financiële curatele van het Rijk stond. De architect zelf heeft in de media, naar aanleiding van de discussie over de sloop van het gebouw, ontkend dat de zaal een voorziene levensduur van ongeveer vijftien jaar had en het theater bewees zijn dienst tot in 2015.
Kenmerkend aan het gebouw was de terugkeer van gebogen vormen. Zo had het uit geprofileerde staalplaten bestaande dak een golvende vorm, en was de modernistische skybar ovaalvormig. De skybar werd asymmetisch gedragen door een ronde stalen balk, die steunde op twee trek- en drukstangen. Ook de foyers hadden speelse vormen. De toneeltoren droeg een schildering van Madelon Vriesendorp. Deze verving in 2008 een schildering met drie abstracte dansende figuren, eveneens naar ontwerp van Vriesendorp. Het gebouw deelde de ingang, de foyer en diverse andere voorzieningen met de aanpalende Dr. Anton Philipszaal, de eveneens uit 1987 daterende concertzaal van het Residentie Orkest.

## Sloop

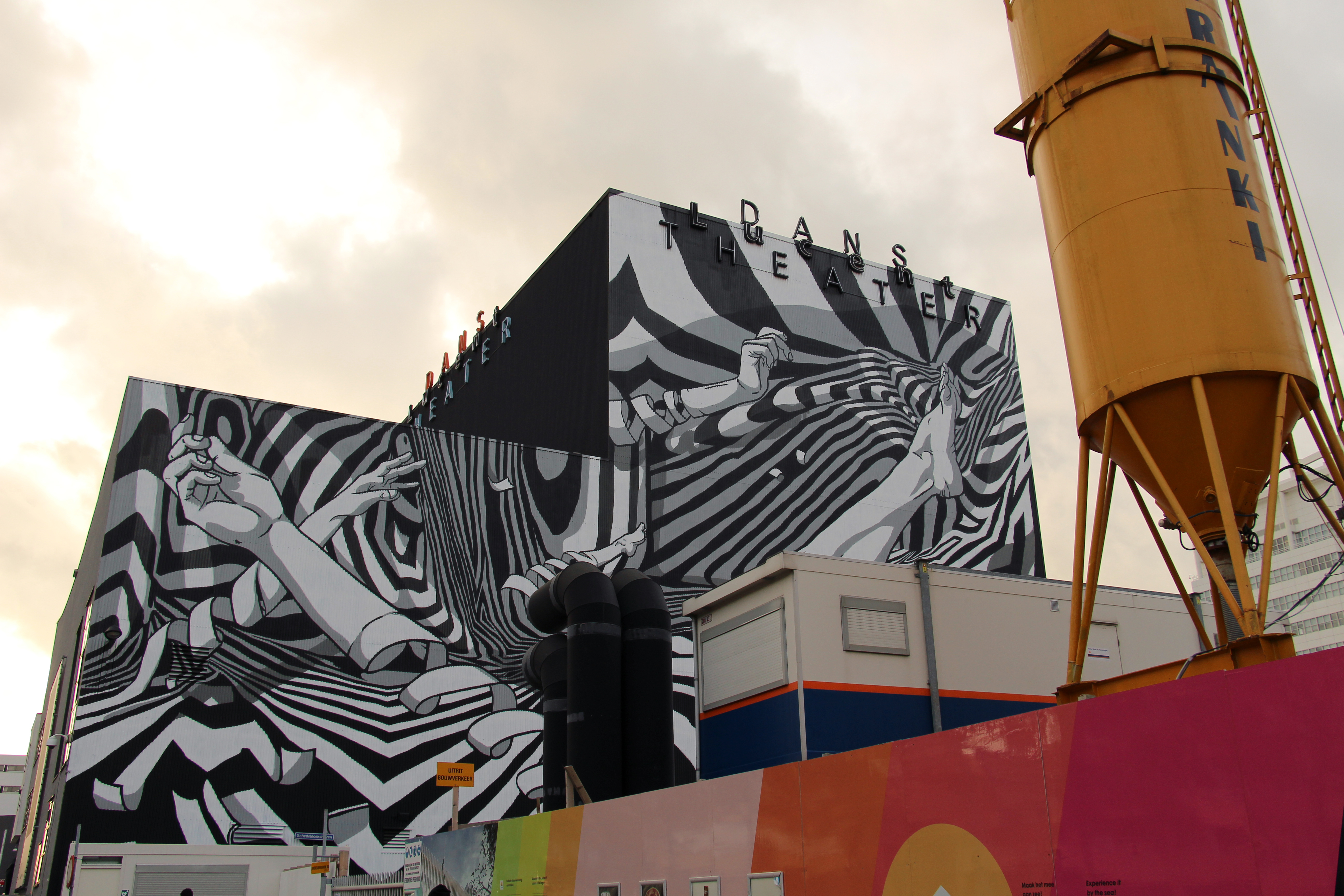
De toneeltoren en logistieke ruimten van het gebouw worden tot de opening van Amare gebruikt door het NDT gezelschap.

In oktober 2015 werd begonnen met de sloop van het grootste deel van het Lucent Danstheater. Het achterste deel van het theater bleef behouden als oefenruimte voor het Nederlands Dans Theater. De rest van het Danstheater en de Dr. Anton Philipszaal werden gesloopt om plaats te maken voor een nieuw cultureel complex, Amare, dat de functies van beide zalen eind 2021 overnam. In de tussentijd vonden de voorstellingen plaats in het Zuiderstrandtheater.